# Erwinia tracheiphila
Erwinia tracheiphila es una bacteria gramnegativa que provoca una enfermedad común en las cucurbitáceas llamada marchitez bacteriana. Las hortalizas más susceptibles de sufrirlo son el pepino y el melón, pero también pueden infectarse la calabaza y el calabacín.

## Transmisión de enfermedad
E. tracheiphila se propaga en plantas por dos especies de insectos vectores, Acalymma vittatum y Diabrotica undecimpunctata. Los escarabajos adquieren E. tracheiphila al alimentarse de plantas infectadas, luego transportan la bacteria en su tracto digestivo. La enfermedad puede propagarse a plantas susceptibles a través de heridas de alimentación, a través de piezas bucales infectadas o excremento. La bacteria es capaz de pasar el invierno en el intestino de sus insectos vectores.

## Síntomas y diagnosis
La marchitez bacteriana es una enfermedad del tejido vascular. Cuando una planta está infectada, E. tracheiphila se multiplica dentro del xilema, causando finalmente un bloqueo mecánico del sistema de transporte de agua. El primer signo de infección, que aparece aproximadamente cinco días después de la adquisición, es el marchitamiento de las hojas individuales en un solo tallo. Sin embargo, la enfermedad pronto se propagará por el corredor y luego infectará toda la planta, causando que se marchite y muera. Hay una prueba de diagnóstico para el marchitamiento bacteriano que se puede hacer en el campo. La presencia de E. tracheiphila hace que la savia se vuelva de color lechoso y adquiera una consistencia pegajosa. Si el tallo se corta cerca de la corona y los extremos se separan lentamente, la savia debe formar una cuerda viscosa.

## Tratamiento y prevención
Una vez que una planta está infectada, no hay forma de detener la propagación de la enfermedad. Algunos cultivares de cucurbitáceas son menos susceptibles que otros, por lo que es beneficioso plantar estos cultivares. Sin embargo, dado que las plantas resistentes al marchitamiento aún no se han desarrollado, la forma más efectiva de prevenir la enfermedad es mantener al mínimo las poblaciones de escarabajos. Si bien se han probado varios métodos de control de escarabajos, la medida preventiva más efectiva es mantener las poblaciones de escarabajos lo más bajas posible a través de un cuidadoso monitoreo de campo y aerosoles insecticidas.